# Hipodrom Veliefendi
Hipodrom Veliefendi (turecky Veliefendi Hipodromu) je největší dostihové závodiště v Turecku. Nachází se v istanbulské čtvrti Bakırköy na pobřeží Marmarského moře. Je majetkem organizace Turkey Jockey Club.
Závodiště je nazváno podle původního majitele pozemku, islámského učence (Şeyhülislam) Veliyüddina Efendiho. Nechal je vybudovat v roce 1911 Enver Paša a bylo otevřeno v roce 1913. Dráhu projektovali němečtí inženýři.
Hipodrom zaujímá plochu 59,6 hektarů. Nacházejí se zde tři dráhy: první je travnatá o délce 2 020 m, druhá 1 870 m dlouhá s umělým povrchem a třetí měří 1 730 m a má písčitý povrch, který slouží pro trénink. Na tribuny se vejde 7 600 diváků.
Nejnavštěvovanějšími závody jsou Gazi Koşusu pořádaný od roku 1927 a Başbaşkanlık Koşusu pořádaný od roku 1951. Konají se zde také kulturní akce, např. koncert zpěvačky Nez v roce 2006.